# Basedowstraße 5 (Magdeburg)

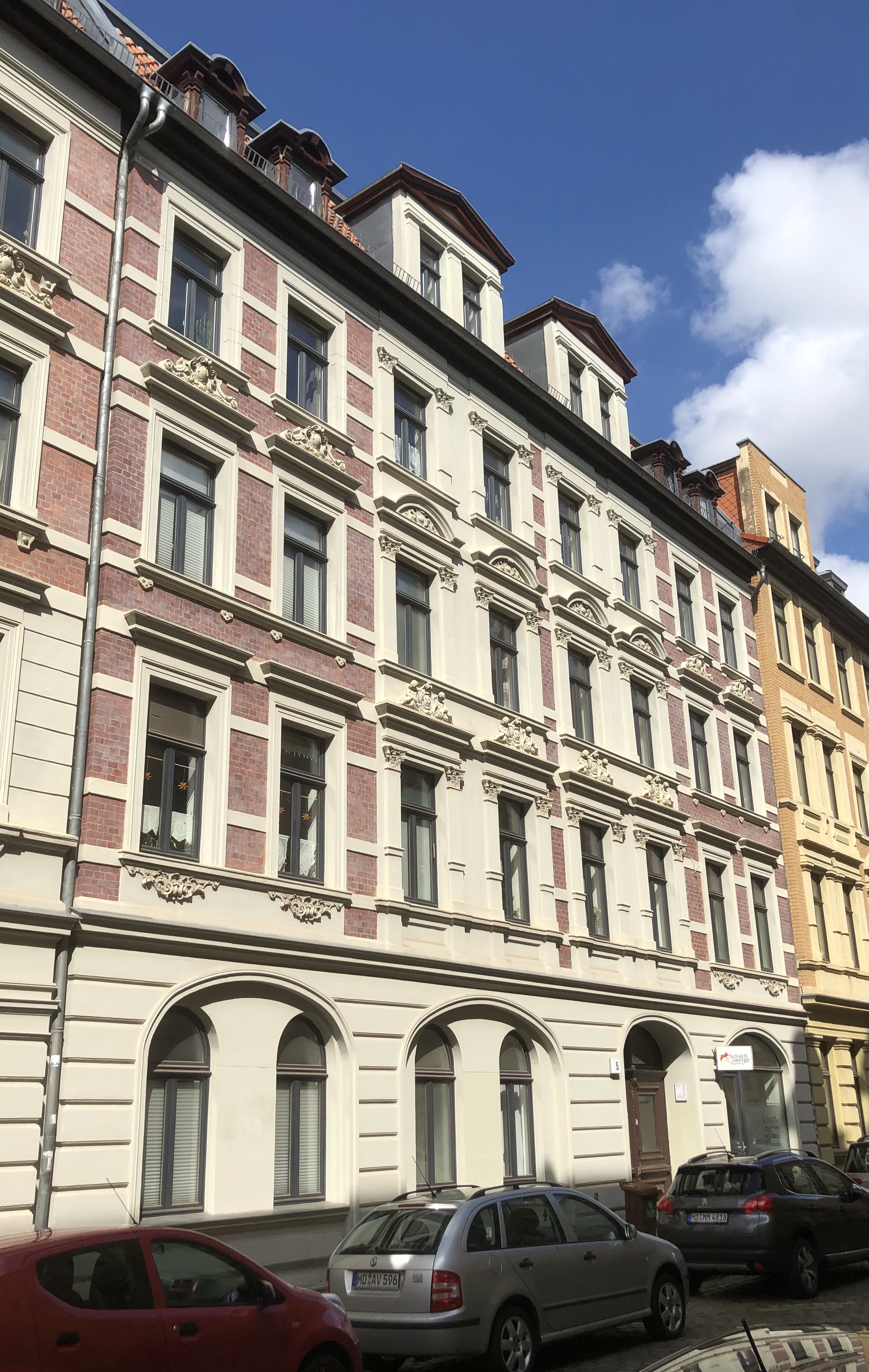
Basedowstraße 5 in Magdeburg, 2021

Das Gebäude Basedowstraße 5 ist ein denkmalgeschütztes Wohn- und Geschäftshaus in Magdeburg in Sachsen-Anhalt.

## Lage
Der Bau befindet sich auf der Nordseite der Basedowstraße im Magdeburger Stadtteil Buckau. Unmittelbar westlich grenzt das gleichfalls denkmalgeschützte Haus Basedowstraße 3, östlich die Basedowstraße 7 an. Zugleich gehört es zum Denkmalbereich Basedowstraße.

## Architektur und Geschichte
Das viergeschossige Haus entstand im Jahr 1891 nach Plänen von Hoffmann. Die repräsentativ gestaltete achtachsige Fassade des Ziegelbaus ist mit Putzelementen gegliedert. Im Erdgeschoss sind jeweils zwei Fenster und der Hauseingang mit Blenden in Form von Korbbögen zusammengefasst. Es bestehen Putzbänder, die Fensteröffnungen der oberen Geschosse verfügen über mit Pilastern versehene Fensterrahmungen. Die an der Fassade befindlichen Stuckverzierungen sind in Formen des Neobarocks gehalten.
Im Erdgeschoss ist auf der rechten Seite ein Ladengeschäft eingefügt. Es wird aktuell (Stand 2021) vom Verein Schachzwerge genutzt.
Im örtlichen Denkmalverzeichnis ist das Wohn- und Geschäftshaus unter der Erfassungsnummer 094 17764 als Baudenkmal verzeichnet.
Das Haus gilt als städtebaulich bedeutsam als Teil des gründerzeitlichen Straßenzugs.